# Demografie des Vereinigten Königreichs

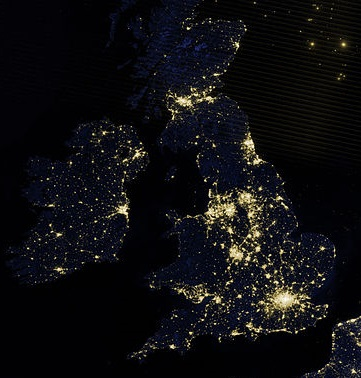
Bevölkerungszentren der Britischen Inseln vom Weltraum aus gesehen

Das Vereinigte Königreich liegt mit einer Bevölkerungszahl von ca. 66 Millionen Einwohnern im Jahre 2017 auf Platz 21 in der Rangliste der bevölkerungsreichsten Nationen. Nicht zu dieser Bevölkerung gezählt sind dabei die Einwohner in den Britischen Überseegebieten. Die Bevölkerungsdichte beträgt 259 Einwohner pro Quadratkilometer, wobei der Landesteil England eine signifikant höhere Bevölkerungsdichte aufweist als Wales, Schottland und Nordirland. Fast ein Drittel der Bevölkerung lebt im Südosten Englands, der überwiegend aus Städten und Vororten besteht. In der Hauptstadt London leben etwa 9 Millionen Menschen, die das mit Abstand größte Bevölkerungszentrum ist. Die Bevölkerungsdichte erreicht hier bis zu 5.000 Einwohner pro Quadratkilometer und gehört zu den am dichtesten besiedelten Regionen in Europa. 
Die Bevölkerung des Vereinigten Königreichs wird als Beispiel für eine Bevölkerung angesehen, die einen demografischen Wandel durchlaufen hat, das bedeutet den Übergang von einer vorindustriellen Bevölkerungsstruktur mit hohen Geburten- und Sterblichkeitsraten und einem langsamen Bevölkerungswachstum zu einem Stadium sinkender Sterblichkeit und schnellen Bevölkerungswachstumsraten auf ein Stadium niedriger Geburten- und Sterblichkeitsraten mit wiederum niedrigeren Bevölkerungswachstumsraten. Dieser Wandel erfolgte im Vereinigten Königreich als erstem Land. In den letzten Jahrzehnten erlebte das Land eine demografische Erneuerung durch steigende Migration aus dem Ausland, die tiefgreifende soziale Veränderungen bewirkte. Gleichzeitig war auch eine weiter voranschreitende Alterung der Bevölkerung zu verzeichnen.
Im Vergleich zu den meisten Ländern Europas verzeichnet das Vereinigte Königreich eine dynamischere Bevölkerungsentwicklung und ein jüngeres Durchschnittsalter. Das liegt unter anderem an einer hohen Nettomigration und einer im europäischen Vergleich relativ hohen Fertilitätsrate, die 2016 bei ca. 1,8 Kindern pro Frau lag (seitdem gesunken).
Die „New Labour“-Regierung von Tony Blair (1997 bis 2007) führte für Familien mit geringen Einkommen eine negative Einkommenssteuer ein. Dies sollte die Kinderarmut verringern und die Lebensumstände der Familien verbessern und führte unabsichtlich auch zu steigenden Kinderzahlen: 2010 betrug die Fertilitätsrate 1,92 Kinder pro Frau.
Die durchschnittliche Kinderzahl pro Frau lag in 2016 in Nordirland bei 1,95, in England bei 1,81, in Wales bei 1,74 und in Schottland bei 1,52. Der Landesteil England erhält die meisten Migranten, wodurch bestehende Ungleichheiten zunehmen dürften. Für 2050 wird mit einer Bevölkerung von 77,8 Millionen Einwohnern gerechnet. Das Bevölkerungswachstum lag 2018 bei 0,6 Prozent. 
Ältere Studien prognostizierten sogar eine Steigerung auf über 82 Millionen, womit es Deutschland überholen würde.
Jüngere demografische Trends haben dies deutlich unwahrscheinlicher werden lassen. Folgen des BREXIT und der COVID-19-Pandemie haben die Situation im UK verschlechtert.

## Historische Entwicklung
Die britischen Inseln sind seit ca. 25.000 Jahren von Menschen besiedelt. Die Bevölkerung in England wird um 5.000 v. Chr. auf ca. 60.000 geschätzt. Zu den frühen Bewohner der britischen Inseln gehörten keltische Stämme.
Das römische Großbritannien hatte am Ende des zweiten Jahrhunderts n. Chr. eine geschätzte Bevölkerung von 2,8 bis 3 Millionen Einwohnern. Bis zum Ende des vierten Jahrhunderts steigt sie auf geschätzt 3,6 Millionen Menschen, von denen 125.000 aus der römischen Armee und ihren Familien und Angehörigen bestanden. In die römische Ära fällt auch die Gründung von Londinium (heute London). Die Bevölkerung Großbritanniens ging nach dem Ende der römischen Besatzung merklich zurück und sank möglicherweise auf eineinhalb Millionen. Das Ende der römischen Herrschaft verursachte zudem ein deutliches Sinken des Lebensstandards und des Bildungsniveaus. 
Im Zeitalter der Völkerwanderungen, der mit dem Ende der römischen Vorherrschaft zusammenfällt, wanderten Angeln, Sachsen und Jüten auf die britischen Inseln ein.
Bei der normannischen Eroberung Englands im 11. Jahrhundert wurde England von den Normannen erobert; diese stammten von den Wikingern ab. Viele Angehörige dieses Volkes ließen sich in England nieder und bildeten dort eine landbesitzende Elite, wodurch sich die Bevölkerungszusammensetzung erneut änderte. Die Normannen führten zudem 1086 die erste überlieferte Bevölkerungserhebung durch, das Domesday Book. 
Zu Beginn des 13. Jahrhunderts wurde die Bevölkerung des Königreichs England auf ca. 4 Millionen geschätzt und übertraf damit nach mehr als 1000 Jahren die Zahl aus der römischen Ära. Bis 1348 stieg sie auf ca. 4,8 Millionen an, bevor sie durch die Pest (vgl.: Schwarzer Tod) um knapp die Hälfte reduziert wurde. Es brauchte erneut mehr als 300 Jahre, bis sich die Bevölkerung wieder auf den Stand vor der Seuche erholen konnte. Im 17. Jahrhundert gab es eine konstante Expansion. Die Besiedelung Amerikas von den britischen Inseln aus begann, angetrieben vom wachsenden Bevölkerungsdruck und religiösen Konflikten im Mutterland.
Während der industriellen Revolution nahm die Kindersterblichkeit stark ab. Der Anteil der in London geborenen Kinder, die vor dem Alter von fünf Jahren starben, verringerte sich von 74,5 % in den Jahren 1730 bis 1749 auf 31,8 % in den Jahren 1810 bis 1829. Dadurch stieg die Bevölkerungszahl von England und Wales, die von 1700 bis 1740 ungefähr konstant bei 6 Millionen gelegen hatte, nach 1740 massiv an. In dieser Zeit verbreiten sich die Theorien des Ökonomen Thomas Malthus in der politischen Elite des Landes, die vor einem anhaltenden Bevölkerungswachstum warnen und die moderne demografische Forschung begründen. Durch den Census Act von 1800 wurde die erste Volkszählung in der Neuzeit beschlossen, die ab 1801 alle 10 Jahre stattfand. Die Volkszählung von 1801 ergab eine Bevölkerung von 10,9 Millionen Einwohnern im Vereinigten Königreich (ohne Irland), davon lebten 8,3 Millionen in England, 1,6 Millionen in Schottland, 0,5 Millionen in Wales und 0,5 Millionen waren Angehörige der Armee und der Marine.
Entgegen der Vermutungen von Malthus setzt sich das Wachstum in den nächsten Jahrzehnten weiter fort, da die landwirtschaftliche Produktivität stieg und neue Kolonien erschlossen wurden. Als erste Gesellschaft der Welt erreichte das Vereinigte Königreich damit Bevölkerungswachstum bei gleichzeitigem Wachstum des Pro-Kopf Einkommens und wurde zur vorherrschenden Weltmacht im 19. Jahrhundert. Die Volkszählung von 1841 bezifferte die Bevölkerung von England und Wales auf 15,9 Millionen, von Schottland 2,6 Millionen. Die Bevölkerung Irlands betrug 1841 8,2 Millionen. Innerhalb des 19. Jahrhunderts erhöhte das Vereinigte Königreich seinen Anteil an der europäischen Bevölkerung drastisch. In der vorindustriellen Periode hatte Frankreich noch eine dreimal größere Einwohnerzahl als Großbritannien aufgewiesen. Dies geschah trotz der konstanten Abwanderung in die Neue Welt. Im Laufe des 19. Jahrhunderts begann auch das allgemeine Bildungsniveau durch verschiedene staatlich Maßnahmen zu steigen. Der Anteil an Personen, die lesen und schreiben können, stieg von 53 % im Jahr 1820 auf 76 % im Jahre 1870.
Bis 1901 stieg die Einwohnerzahl auf über 38 Millionen, die zunehmend in städtischen Zentren lebte. London wurde bereits ca. 1850 zur größten Stadt der Welt und blieb dies bis 1925, als es von New York City überholt wurde. In der ersten Hälfte des 20. Jahrhunderts wuchs die Bevölkerung, trotz zweier Weltkriege, auf 50 Millionen an. In der Periode nach dem Zweiten Weltkrieg begann das natürliche Bevölkerungswachstum nachzulassen und Großbritannien erhielt bedeutende Zuwanderung aus den ehemaligen Kolonien, die sich in Städten wie London, Birmingham und Manchester konzentrierte. Ab den 1980er Jahren verzeichnete das Land konstante Nettozuwanderung, die die Bevölkerung auf ca. 66 Millionen im Jahr 2016 steigen ließ.
| Jahr | Bevölkerungszahl (laut Zensus) | Jahr | Bevölkerungszahl (laut Zensus) |
| ---- | ------------------------------ | ---- | ------------------------------ |
| 1801 | 10.900.000                     | 1931 | 46.038.000                     |
| 1851 | 27.368.800                     | 1951 | 50.225.000                     |
| 1861 | 28.917.900                     | 1961 | 52.807.000                     |
| 1871 | 31.484.000                     | 1971 | 55.928.000                     |
| 1881 | 34.934.500                     | 1981 | 56.357.000                     |
| 1891 | 37.802.400                     | 1991 | 57.439.000                     |
| 1901 | 38.237.000                     | 2001 | 59.113.000                     |
| 1911 | 42.082.000                     | 2011 | 63.182.000                     |
| 1921 | 44.027.000                     | 2021 | 66.940.563                     |

*1801: Nur England, Wales und Schottland
*Von 1851 bis 1891: einschließlich der heutigen Republik Irland
*Ab 1901: England, Wales, Schottland und Nordirland

## Ethnische Gruppen

Ethnische Demographie des Vereinigten Königreichs von 1951–2021

Anteil der nichtweißen Bevölkerung (2011)

Das Vereinigte Königreich zu Beginn des 21. Jahrhunderts ist ein Land mit verschiedenen lokalen Identitäten und einer zunehmend multikulturellen Bevölkerung. Die ethnischen Identifikationen sind oft fließend und nicht klar abgegrenzt, wobei die Hauptgruppen Briten, Engländer, Schotten, Waliser und Iren sind. Laut dem Zensus 2011 geben 51,4 % der Bevölkerung ihre nationale Identität als Englisch an, 18,8 % bezeichnen sich als Briten, 7,8 % als Englisch und Britisch, 5,9 % als Schottisch, 3,3 als Walisisch, 1,3 % als Irisch, 0,8 % als Nordirisch und 6,9 % als Andere. Ein steigender Anteil der Bevölkerung gehört farbigen Minderheiten an oder stammt aus anderen europäischen Ländern. Bedeutende Minderheiten in Großbritannien sind aus dem Indischen Subkontinent, Ostasien, der Karibik, Subsahara-Afrika und Osteuropa eingewandert. Die Minderheiten, die aus ehemaligen Kolonien stammen, bevorzugen häufig eine britische Identität gegenüber einer spezifisch englischen Identität. Die Minderheiten erreichen den höchsten Anteil in den großen Städten. So stellen sie in London 40 % und in Birmingham 42 % der Bevölkerung. Unter den großen Städten hat Leicester den höchsten Anteil an nichtweißen Minderheiten mit 49 %.
In der Volkszählung von 2011 wurde die ethnische Zugehörigkeit in verschiedene Gruppen eingeteilt: Weiße, Roma oder Pavee, Schwarze, Asiaten, Gemischt und Andere. Laut der Volkszählungen von 2011 und von 2021 (in Schottland 2022 durchgeführt) entsprach die ethnische Zusammensetzung des Vereinigten Königreichs der nachstehenden Tabelle:
| Ethnische Gruppe                  | Bevölkerung (2021/22) | Anteil | Bevölkerung (2011) | Anteil |
| --------------------------------- | --------------------- | ------ | ------------------ | ------ |
| Weiße                             | 55.592.837            | 83,0 % | 55.010.359         | 87,1 % |
| Roma oder Pavee (Irish Traveller) | 73.721                | 0,1 %  | 63.193             | 0,1 %  |
| Asiaten                           | 5.758.104             | 8,6 %  | 4.373.339          | 6,9 %  |
| Asiaten: Inder                    | 1.927.150             | 2,9 %  | 1.451.862          | 2,3 %  |
| Asiaten: Pakistani                | 1.662.286             | 2,5 %  | 1.174.983          | 1,9 %  |
| Asiaten: Bangladeschi             | 652.535               | 1,0 %  | 451.529            | 0,7 %  |
| Asiaten: Chinesen                 | 502.216               | 0,8 %  | 433.150            | 0,7 %  |
| Asiaten: Andere Asiaten           | 1.013.917             | 1,5 %  | 861.815            | 1,4 %  |
| Schwarze                          | 2.485.724             | 3,7 %  | 1.904.684          | 3,0 %  |
| Gemischt                          | 1.793.257             | 2,7 %  | 1.250.229          | 2,0 %  |
| Andere                            | 1.310.636             | 2,0 %  | 580.374            | 0,9 %  |
| Total                             | 66.940.563            | 100 %  | 63.182.178         | 100 %  |

## Religion

Anteil der Christen (2011)

Die traditionelle Religion im Vereinigten Königreich ist das Christentum. In England ist die etablierte Kirche die Church of England (anglikanisch). In Schottland wird die Church of Scotland (eine presbyterianische Kirche) als „nationale Kirche“ angesehen, aber es gibt keine etablierte Kirche. Die Church in Wales ist Teil der anglikanischen Kirche. In Nordirland und in Teilen Schottlands gibt es eine gewisse konfessionelle Kluft zwischen den römisch-katholischen und protestantische Gemeinden. Durch Einwanderung aus Polen nimmt der Anteil an Katholiken an der christlichen Bevölkerung zu.
Religionen, die ebenfalls eine bedeutende Anhängerschaft im Land besitzen, sind der Islam, der Hinduismus, der Sikhismus, das Judentum und der Buddhismus. Während das Judentum auf eine lange Geschichte in Großbritannien zurückblicken kann, gewannen die anderen Religionen erst durch jüngere Einwanderungswellen eine Präsenz im Land und sind nach wie vor im Wachsen begriffen. Ein besonders starkes Wachstum weist die Gruppe der Muslime auf, vorwiegend aufgrund einer höheren Geburtenrate. Der Name Mohammed (wenn man verschiedene Schreibweisen berücksichtigt) war 2017 der beliebteste Name für Neugeborene. Dabei wurden andere Namen in verschiedenen Schreibweisen allerdings nicht berücksichtigt.
Das Land verzeichnet wie viele andere westliche Länder eine zunehmende Säkularisierung und einen immer niedrigeren Anteil an Kirchgängern. 2018 bezeichneten sich 53 % der erwachsenen Bevölkerung als nicht religiös. Unter den jungen Leuten zwischen 25 und 34 Jahren waren es drei Viertel.
| Religion                           | 2001       | 2001    | 2011       | 2011    | 2021/22    | 2021/22 |
| Religion                           | Anzahl     | %       | Anzahl     | %       | Anzahl     | %       |
| ---------------------------------- | ---------- | ------- | ---------- | ------- | ---------- | ------- |
| Christen                           | 42.079.417 | 71,58 % | 37.583.962 | 59,49 % | 31.149.224 | 46,53 % |
| Muslime                            | 1.591.126  | 2,71 %  | 2.786.635  | 4,41 %  | 3.998.875  | 5,97 %  |
| Hindus                             | 558.810    | 0,95 %  | 835.394    | 1,32 %  | 1.066.894  | 1,49 %  |
| Sikhs                              | 336.149    | 0,57 %  | 432.429    | 0,68 %  | 535.517    | 0,79 %  |
| Buddhisten                         | 151.816    | 0,26 %  | 261.584    | 0,41 %  | 289.551    | 0,43 %  |
| Juden                              | 266.740    | 0,45 %  | 269.568    | 0,43 %  | 277.613    | 0,41 %  |
| Andere Religionen                  | 178.837    | 0,30 %  | 262.774    | 0,42 %  | 388.789    | 0,58 %  |
| Keine Religion                     |            |         | 16.221.509 | 25,67 % | 25.273.945 | 37,75 % |
| Keine Angabe                       |            |         | 4.528.323  | 7,17 %  | 3.960.980  | 5,91 %  |
| (Keine Religion oder keine Angabe) | 13.626.299 | 23,18%  | 20.749.832 | 32,84%  | 29.234.925 | 43,66 % |
| Gesamt                             | 58.789.194 | 100 %   | 63.182.178 | 100 %   | 66.940.563 | 100 %   |

## Sprachen
Englisch ist in verschiedenen Dialekten die am häufigsten gesprochene Sprache des Vereinigten Königreichs, es werden jedoch auch einige regionale Sprachen gesprochen. Auf den britischen Inseln werden 14 indigene Sprachen verwendet: 5 keltische, 3 germanische, 3 romanische und 3 Gebärdensprachen. Es gibt auch viele Einwanderungssprachen, die auf den Britischen Inseln gesprochen werden, hauptsächlich in Städten. Zu diesen Sprachen zählen Polnisch, Panjabi, Bengali, Arabisch, Hindi, Urdu und Chinesisch.
Die offizielle Amtssprache des Vereinigten Königreichs ist Englisch, das von ungefähr 59,8 Millionen Einwohnern oder 98 % der Bevölkerung über drei Jahren gesprochen wird. Laut Daten der Volkszählung von 2011 gaben 864.000 Menschen in England und Wales an, kein oder nur wenig Englisch zu sprechen. Schätzungsweise 700.000 Menschen sprechen in Großbritannien Walisisch, eine Amtssprache in Wales neben Englisch. Ungefähr 1,5 Millionen Menschen in Großbritannien sprechen Schottisch oder Ulster Scots – wobei diskutiert wird, ob diese eigenständige Sprachen bilden oder Varianten des Englischen bilden. Beide Sprachen bilden Amtssprachen in Schottland bzw. Nordirland. Offiziellen Status besitzen dazu noch das Schottisch-gälische in Schottland und das Irische (Gälische) in Nordirland. Das Englische ist als einzige Sprache in allen vier Landesteilen eine Amtssprache und wird in allen Landesteilen von einer Bevölkerungsmehrheit gesprochen oder verstanden.

## Migration

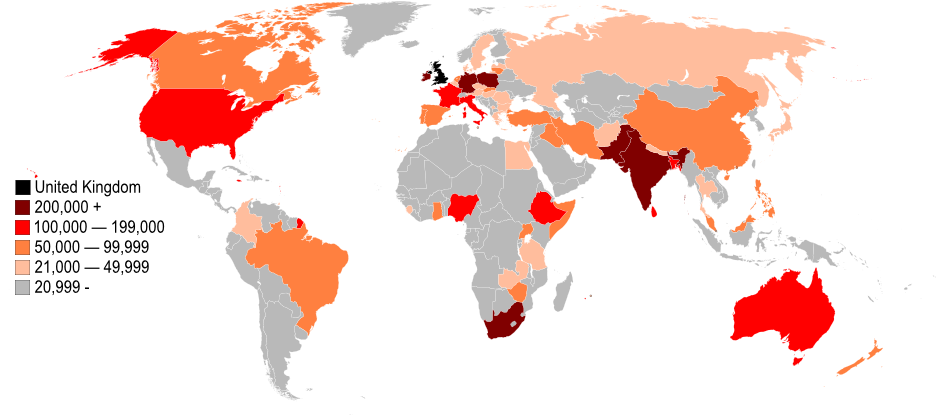
Ausländische Bevölkerung nach Geburtsland (2008)

Bereits in der vormodernen Periode werden die britischen Inseln von verschiedenen Migrationswellen geprägt, darunter die der Römer, Angelsachsen und Normannen. Die Hugenotten, französische Protestanten, die sich im 17. Jahrhundert einer Verfolgungswelle gegenübersahen, begannen um 1670, sich in England anzusiedeln. König Karl II. bot ca. 50.000 von ihnen Zuflucht. Im Zeitalter der Industrialisierung wanderten viele Iren aus ihrem verarmten Heimatland ein, ebenso eine stattliche Anzahl von Juden aus Osteuropa. London war im 20. Jahrhundert ein Zufluchtsort für viele Intellektuelle und politische Dissidenten aus dem Ausland. So veröffentlichte Karl Marx hier 1848 das Kommunistische Manifest. Der Anteil der Bevölkerung mit ausländischen Wurzeln blieb allerdings noch relativ gering und lag 1901 bei 1,5 % der Bevölkerung.
Dies änderte sich mit Ende des Zweiten Weltkriegs und der Unabhängigkeit der britischen Kolonien und der Schaffung des Commonwealth of Nations. Bereits 1948 erlaubte der British Nationality Act des Parlaments über 800 Millionen Untertanen des Britischen Weltreichs im Vereinigten Königreich zu leben und zu arbeiten, ohne ein Visum zu benötigen. Die Migration sollte zunächst dazu beitragen, Lücken auf dem britischen Arbeitsmarkt mit qualifizierten und ungelernten Arbeitskräfte zu schließen, einschließlich im öffentlichen Dienst wie dem neu geschaffenen National Health Service. Schnell bildeten sich von der Einwanderung geprägte Siedlungsschwerpunkte, so die Stadtteile Brixton und Notting Hill, in denen sich vor allem Zuwanderer von den Westindischen Inseln niederließen. So stieg die Anzahl dieser Zuwanderer in Brixton von 414 im Jahr 1951 innerhalb von vier Jahren auf rund 5000 und bis auf 10.000 im Jahr 1963. Diese Veränderung, der Lebensstil der Zuwanderer und nicht zuletzt die Konkurrenz um Wohnraum führte zu zunehmenden Spannungen zwischen eingesessener Bevölkerung und Zuwanderern sowie zu rassistischer Gewalt. Am 30. August 1958 brachen schließlich die Notting Hill Riots aus, als zunächst neun Jugendliche aus der Teddy-Boy-Subkultur aus dem Stadtteil Shepherd’s Bush mit Schlagwerkzeugen bewaffnet dunkelhäutige Einwohner Notting Hills angriffen. In den folgenden Tagen weiteten sich die rassistischen Angriffe aus, wobei meist Jugendliche die Akteure waren, aber eine große Zahl von weißen Einwohnern als zustimmende Zuschauer auftraten.
In den 1970er Jahren ließen sich jedes Jahr durchschnittlich 72.000 Einwanderer aus dem Commonwealth in Großbritannien nieder. 1972 nahm das UK zudem knapp 30.000 indischstämmige Flüchtlinge aus Uganda auf, die von Idi Amin des Landes verwiesen worden waren. In den 1980er und frühen 1990er Jahren ging diese Zahl auf rund 54.000 pro Jahr zurück; bis 1999 stieg sie wieder auf rund 97.000. Ein Großteil davon kam aus Indien, Pakistan, Bangladesch, Nigeria und Jamaika. 
Hongkong, bis Mitte 1997 eine britische Kronkolonie, wurde am 1. Juli 1997 eine Sonderverwaltungszone der VR China. 
Mehrere Hunderttausend Chinesen migrierten damals aus Hongkong ins UK.
Seit der EU-Erweiterung am 1. Mai 2004 hat Großbritannien eine große Zahl an Einwanderern aus Mittel- und Osteuropa aufgenommen, die vorwiegend aus Polen, Rumänien, Bulgarien und Litauen stammten. Ab der Jahrtausendwende erreichte die Zuwanderung historische Höchststände und der Anteil der im Ausland geborenen Bevölkerung stieg von 8,8 % im Jahre 2001 auf 13,4 % im Jahre 2011 an. Eine Schätzung von 2010 für das gesamte Vereinigte Königreich ermittelte, dass 4,76 Millionen Menschen (7,7 Prozent) außerhalb der EU geboren wurden und 2,24 Millionen (3,6 Prozent) in einem anderen EU-Mitgliedstaat. Bis 2017 stieg der Anteil auf 14,3 % der Bevölkerung. Der steigende Migrationsdruck wird auch als einer der Hauptgründe für den EU-Austritt des Vereinigten Königreichs angesehen. 2019 berichteten Medien von einer deutlich verschärften Visavergabepraxis, auch gegenüber ausländischen Wissenschaftlern an Universitäten und ihren Familienmitgliedern.
Am 1. Januar 2021 wurde eine Punktesystem für die Einwanderung eingeführt.
Neben der Zuwanderung erlebte Großbritannien auch eine erhebliche Abwanderung, vor allem im Zeitraum von 1600 bis 1900. In den Vereinigten Staaten leben bis zu 50 Millionen Menschen britischer Abstammung (darunter 5 Millionen mit schottischer und 3 Millionen mit schottisch-irischer Abstammung). Ein großer Teil der heutigen Bevölkerung von Australien, Neuseeland und Kanada stammt von britischen Siedlern ab.

## Soziale Situation
Auch wenn sich die Lage der ärmeren Bevölkerungsschichten seit dem Beginn der industriellen Revolution deutlich verbessert hat und ein moderner Sozialstaat errichtet wurde, weist die britische Gesellschaft heute noch eine dezidierte Klassenstruktur auf. Es gibt deshalb hohe Ungleichheiten hinsichtlich Einkommen, Bildung und Gesundheit zwischen einzelnen gesellschaftlichen Gruppen und geografischen Regionen. Die Regionen mit dem höchsten Wohlstand sind London, Südostengland und East of England, wobei eine starke Konzentration von Einkommen und Arbeitsplätzen im Ballungsraum London besteht. Dagegen sind Wales, Nordirland und Teile von Nordengland zurückgefallen (Nord-Süd-Gefälle) und kämpfen mit dem Wandel weg von der Schwerindustrie. Die Armutsquote lag 2015/16 bei 22 % der Bevölkerung. Häufige soziale Probleme sind Kinderarmut, die im selben Zeitraum bei über 30 % lag, und Schwangerschaften bei Teenagern. Durch Sparmaßnahmen seit der Finanzkrise ab 2007 sind Teile der Unterschicht hart getroffen worden.
Die hohe Alphabetisierungsrate im Vereinigten Königreich (99 % ab 15 Jahren) ist auf die allgemeine öffentliche Bildung zurückzuführen, die 1870 für die Primarstufe (Schottland 1872, 1890 kostenlos) und 1900 für die Sekundarstufe eingeführt wurde. Das Bildungswesen ist dezentralisiert und in England, Wales, Nordirland und Schottland unterschiedlich organisiert. Im PISA-Ranking von 2015 erreichen britische Schüler Platz 27 von 72 Ländern in Mathematik, Platz 15 in Naturwissenschaften und Platz 21 beim Leseverständnis und liegen damit leicht über dem Durchschnitt der OECD. Die Universitäten des Landes erreichen zudem weltweit Spitzenplätze. Als Problem gilt die weitverbreitete Ungleichheit im Bildungssystem.
Der staatliche National Health Service (NHS) ist im Vereinigten Königreich für die öffentliche Gesundheitsversorgung zuständig. Die Lebenserwartung im Vereinigten Königreich betrug im Zeitraum von 2010 bis 2015 81,0 Jahre (Frauen: 82,8 Jahre, Männer: 79,0) und liegt damit leicht vor Deutschland. Die Lebenserwartung in Großbritannien stieg langsamer als in anderen vergleichbaren Ländern. Sparmaßnahmen und Unterfinanzierung des NHS und der Sozialfürsorge werden dafür verantwortlich gemacht. 2018 stieg die Lebenserwartung in Großbritannien zum ersten Mal seit 1982 nicht mehr an. Gesundheitsprobleme verursachen zudem der im OECD-Vergleich überdurchschnittliche Alkohol- und Tabakkonsum der Bevölkerung. 2016 wiesen 27,8 % der Bevölkerung einen Body-Mass-Index von über 30 auf und gelten damit als adipös, was zu den höchsten Raten in Europa gehört.

## Statistik

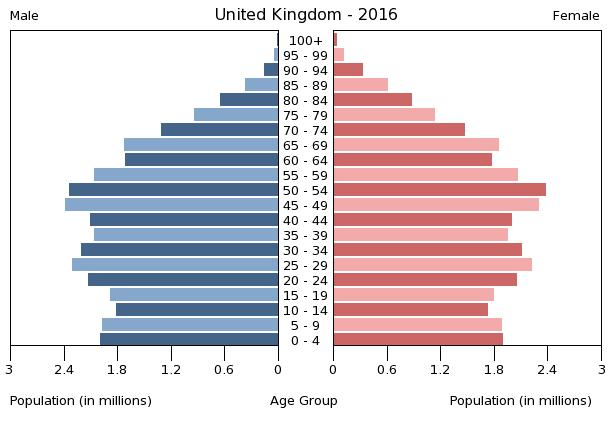
Bevölkerungspyramide 2016

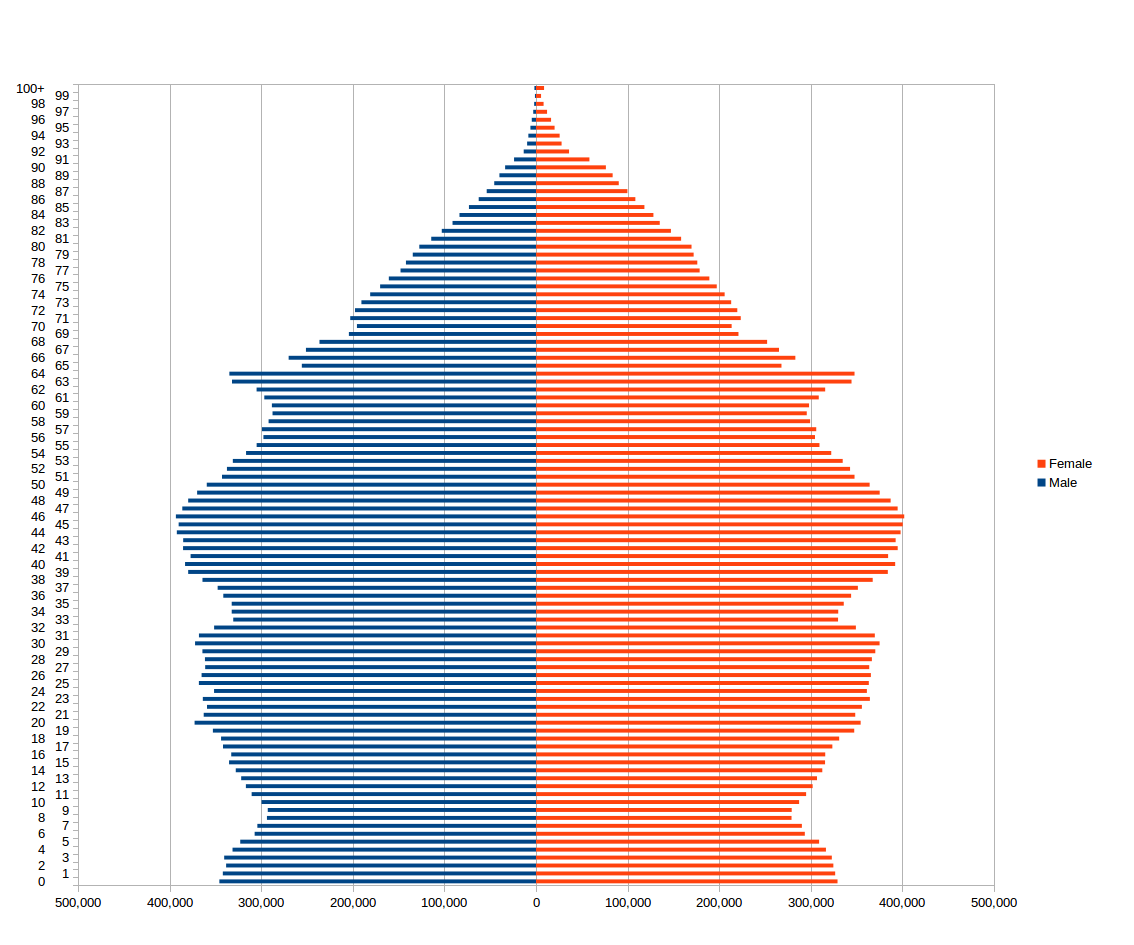
Bevölkerungspyramide England (Zensus 2011)

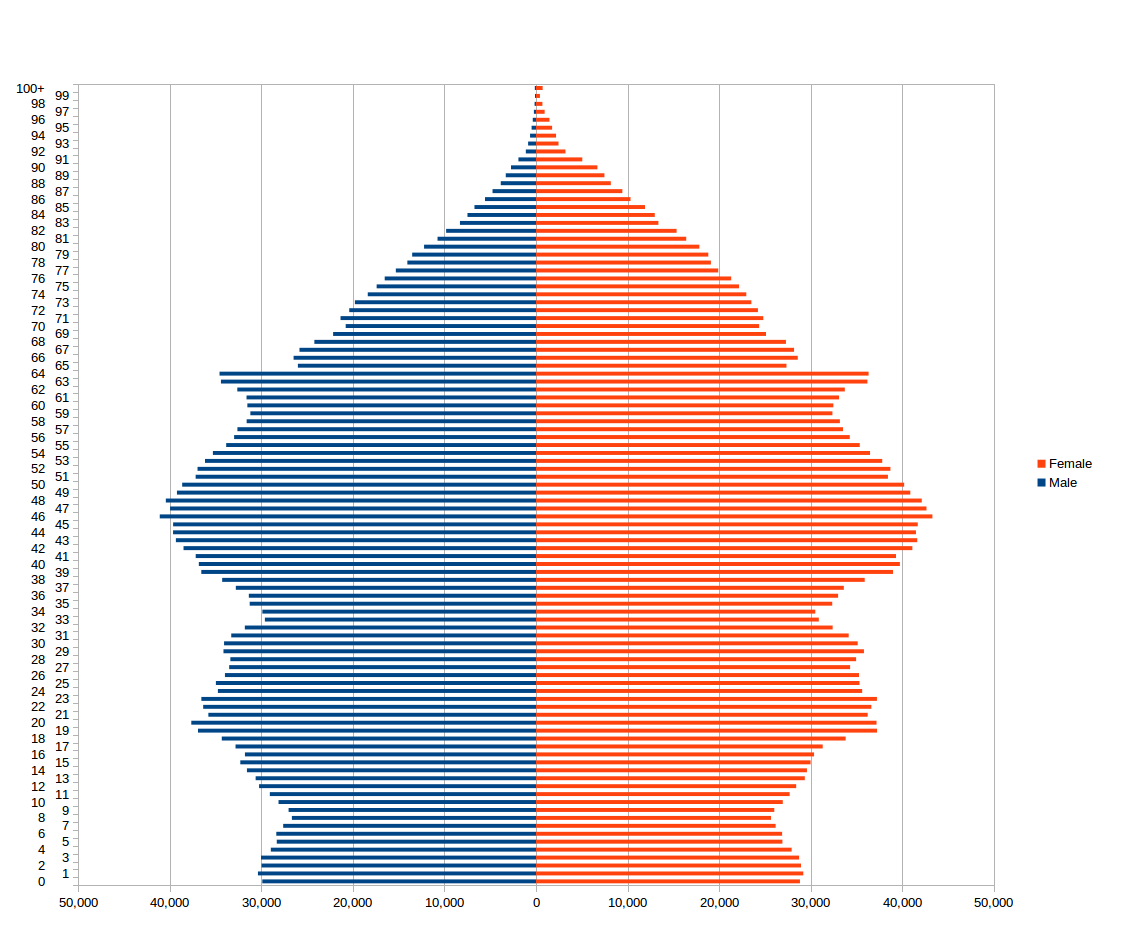
Bevölkerungspyramide Schottland (Zensus 2011)

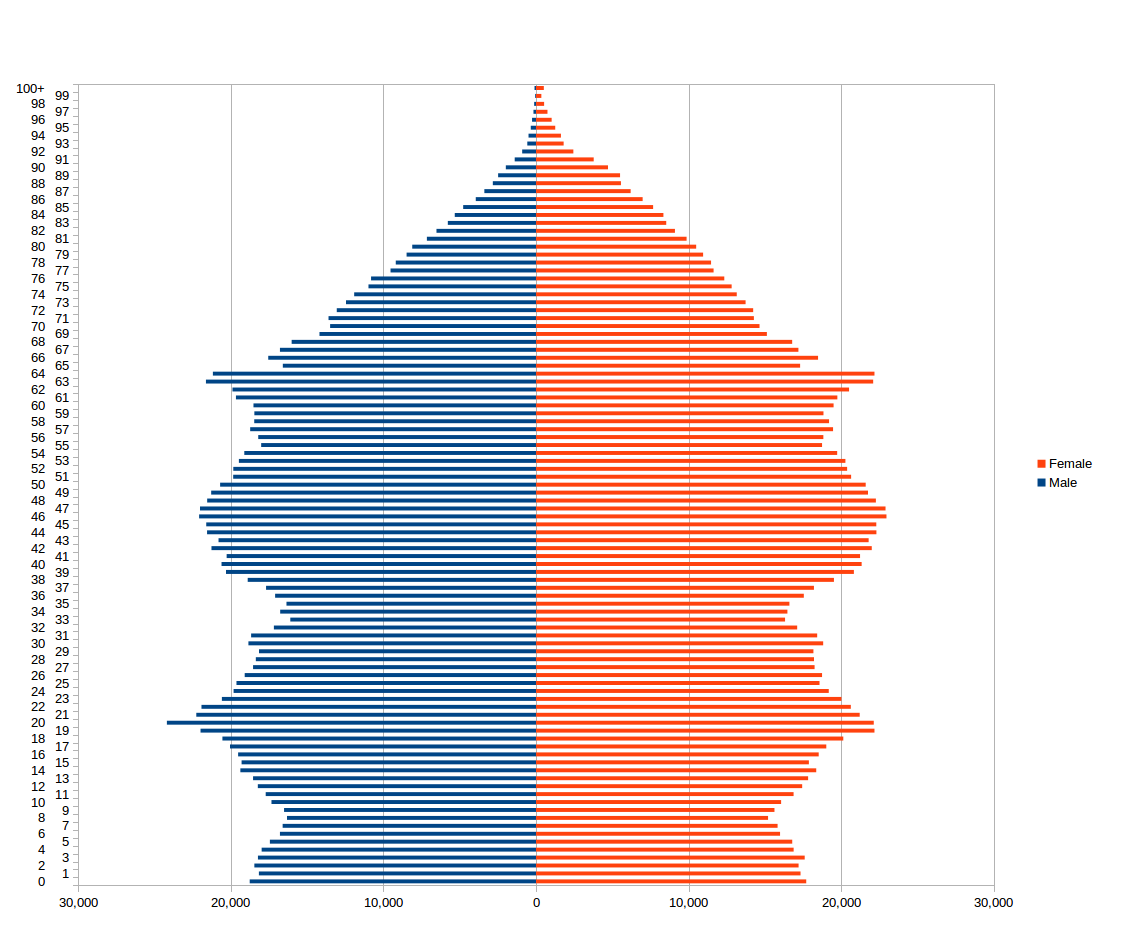
Bevölkerungspyramide Wales (Zensus 2011)

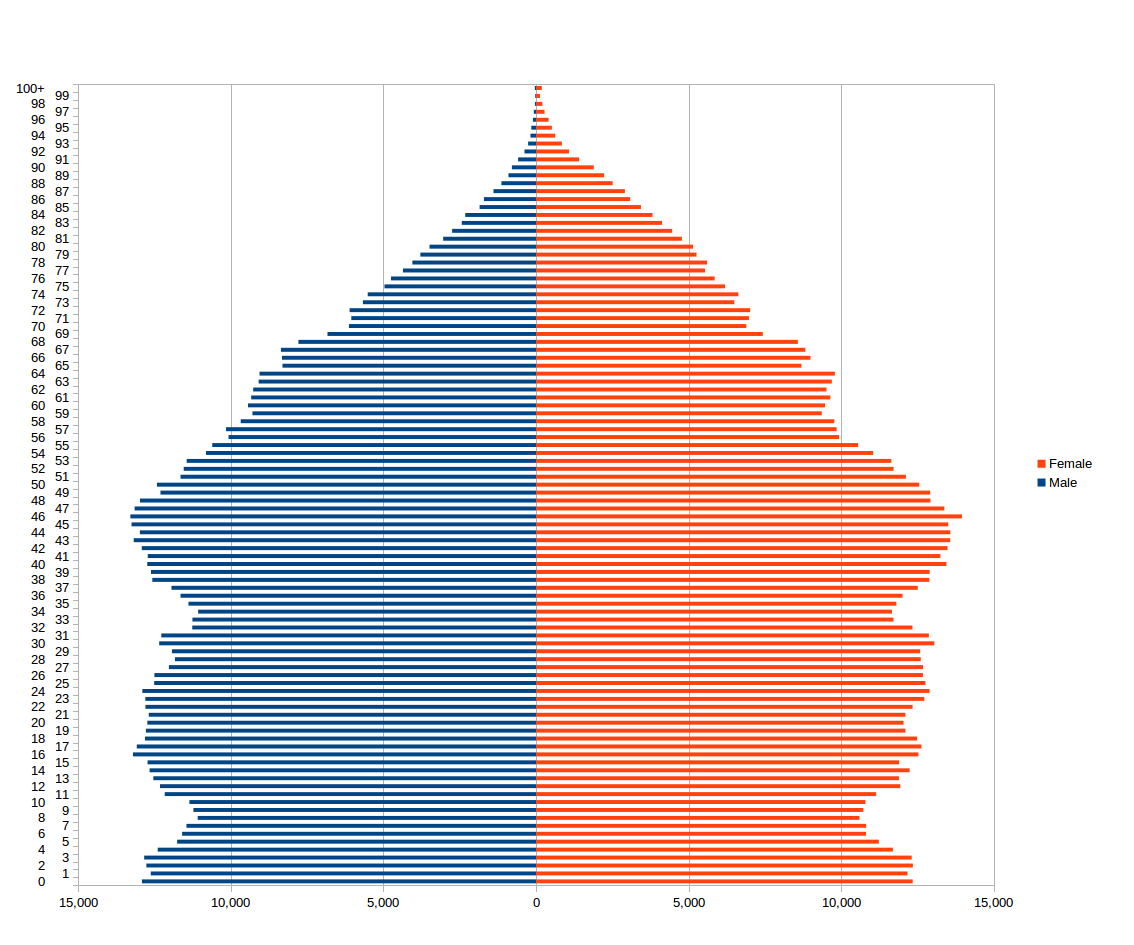
Bevölkerungspyramide Nordirland (Zensus 2011)

### Geburten und Todesfälle seit 1900
Jährliche Entwicklung der Geburten und Todesfällen:
|      | Durchschnittliche Bevölkerung | Geburten  | Todesfälle | Natürliche Änderung | Geburtenrate (je 1 000 Einw.) | Sterberate (je 1 000 Einw.) | Änderung (je 1 000 Einw.) | Fertilität pro Frau |
| ---- | ----------------------------- | --------- | ---------- | ------------------- | ----------------------------- | --------------------------- | ------------------------- | ------------------- |
| 1900 |                               | 1 089 487 | 695 867    | 393 620             |                               |                             |                           | 3,53                |
| 1901 |                               | 1 092 781 | 655 646    | 437 135             |                               |                             |                           | 3,49                |
| 1902 |                               | 1 103 483 | 636 650    | 466 833             |                               |                             |                           | 3,44                |
| 1903 |                               | 1 113 086 | 613 726    | 499 360             |                               |                             |                           | 3,40                |
| 1904 |                               | 1 109 542 | 651 301    | 458 241             |                               |                             |                           | 3,35                |
| 1905 |                               | 1 092 108 | 617 516    | 474 592             |                               |                             |                           | 3,30                |
| 1906 |                               | 1 098 475 | 629 955    | 468 520             |                               |                             |                           | 3,24                |
| 1907 |                               | 1 077 851 | 625 271    | 452 580             |                               |                             |                           | 3,19                |
| 1908 |                               | 1 102 345 | 621 427    | 480 918             |                               |                             |                           | 3,14                |
| 1909 |                               | 1 073 781 | 614 910    | 458 871             |                               |                             |                           | 3,07                |
| 1910 |                               | 1 051 240 | 578 091    | 473 149             |                               |                             |                           | 2,99                |
| 1911 |                               | 1 033 395 | 620 828    | 412 567             |                               |                             |                           | 2,92                |
| 1912 |                               | 1 025 828 | 580 977    | 444 851             |                               |                             |                           | 2,90                |
| 1913 |                               | 1 032 286 | 600 554    | 431 732             |                               |                             |                           | 2,93                |
| 1914 |                               | 1 032 734 | 611 970    | 420 764             |                               |                             |                           | 2,88                |
| 1915 |                               | 956 877   | 666 322    | 290 555             |                               |                             |                           | 2,59                |
| 1916 |                               | 922 085   | 599 621    | 322 464             |                               |                             |                           | 2,60                |
| 1917 |                               | 790 736   | 589 416    | 201 320             |                               |                             |                           | 2,10                |
| 1918 |                               | 787 427   | 715 246    | 72 181              |                               |                             |                           | 2,03                |
| 1919 |                               | 826 202   | 602 188    | 224 014             |                               |                             |                           | 2,31                |
| 1920 |                               | 1 126 849 | 555 326    | 571 523             |                               |                             |                           | 3,08                |
| 1921 |                               | 1 001 725 | 544 140    | 457 585             |                               |                             |                           | 2,69                |
| 1922 |                               | 924 740   | 579 480    | 345 260             |                               |                             |                           | 2,44                |
| 1923 |                               | 900 130   | 526 858    | 373 272             |                               |                             |                           | 2,38                |
| 1924 |                               | 865 329   | 563 891    | 301 438             |                               |                             |                           | 2,28                |
| 1925 |                               | 842 405   | 558 132    | 284 273             |                               |                             |                           | 2,20                |
| 1926 |                               | 825 174   | 536 411    | 288 763             |                               |                             |                           | 2,15                |
| 1927 |                               | 777 520   | 568 655    | 208 865             |                               |                             |                           | 2,01                |
| 1928 |                               | 783 052   | 543 664    | 239 388             |                               |                             |                           | 2,01                |
| 1929 |                               | 761 963   | 623 231    | 138 732             |                               |                             |                           | 1,95                |
| 1930 |                               | 769 239   | 536 860    | 232 379             |                               |                             |                           | 1,95                |
| 1931 |                               | 749 974   | 573 908    | 176 066             |                               |                             |                           | 1,89                |
| 1932 |                               | 730 079   | 567 986    | 162 093             |                               |                             |                           | 1,83                |
| 1933 |                               | 691 560   | 579 467    | 112 093             |                               |                             |                           | 1,72                |
| 1934 |                               | 711 483   | 558 072    | 153 411             |                               |                             |                           | 1,76                |
| 1935 |                               | 711 426   | 561 324    | 150 102             |                               |                             |                           | 1,75                |
| 1936 |                               | 720 129   | 580 942    | 139 187             |                               |                             |                           | 1,77                |
| 1937 |                               | 723 779   | 597 798    | 125 981             |                               |                             |                           | 1,79                |
| 1938 |                               | 735 573   | 559 598    | 175 975             | 15,5                          |                             |                           | 1,84                |
| 1939 |                               | 726 632   | 581 857    | 144 775             | 15,2                          |                             |                           | 1,84                |
| 1940 |                               | 701 875   | 673 253    | 28 622              | 15,2                          |                             |                           | 1,74                |
| 1941 |                               | 695 726   | 627 378    | 68 348              | 15,5                          |                             |                           | 1,72                |
| 1942 |                               | 771 851   | 562 356    | 209 495             | 17,4                          |                             |                           | 1,93                |
| 1943 |                               | 810 524   | 585 582    | 224 942             | 18,5                          |                             |                           | 2,03                |
| 1944 |                               | 878 298   | 573 570    | 303 728             | 20,1                          |                             |                           | 2,25                |
| 1945 |                               | 795 868   | 567 027    | 228 841             | 18,1                          |                             |                           | 2,05                |
| 1946 |                               | 955 266   | 573 361    | 381 905             | 20,3                          |                             |                           | 2,47                |
| 1947 |                               | 1 025 427 | 600 728    | 424 699             | 21,2                          |                             |                           | 2,69                |
| 1948 |                               | 905 182   | 546 002    | 359 180             | 18,2                          |                             |                           | 2,39                |
| 1949 |                               | 855 298   | 589 876    | 265 422             | 17,1                          |                             |                           | 2,26                |
| 1950 |                               | 818 421   | 590 136    | 228 285             | 16,2                          |                             |                           | 2,08                |
| 1951 | 50 286 900                    | 796 645   | 632 786    | 206 509             | 15,8                          | 12,6                        | 3,2                       | 2,10                |
| 1952 | 50 429 200                    | 792 917   | 573 806    | 219 111             | 15,7                          | 11,4                        | 4,3                       | 2,15                |
| 1953 | 50 592 900                    | 804 269   | 577 220    | 227 049             | 15,9                          | 11,4                        | 4,5                       | 2,20                |
| 1954 | 50 764 900                    | 794 769   | 578 400    | 216 369             | 15,7                          | 11,4                        | 4,3                       | 2,26                |
| 1955 | 50 946 100                    | 789 315   | 595 916    | 193 399             | 15,5                          | 11,7                        | 3,8                       | 2,33                |
| 1956 | 51 183 500                    | 825 137   | 597 981    | 227 156             | 16,1                          | 11,7                        | 4,4                       | 2,40                |
| 1957 | 51 430 200                    | 851 466   | 591 200    | 260 266             | 16,6                          | 11,5                        | 5,1                       | 2,48                |
| 1958 | 51 652 500                    | 870 497   | 604 040    | 266 457             | 16,9                          | 11,7                        | 5,2                       | 2,55                |
| 1959 | 51 956 300                    | 878 561   | 606 115    | 272 446             | 16,9                          | 11,7                        | 5,2                       | 2,63                |
| 1960 | 52 372 500                    | 918 286   | 603 328    | 314 958             | 17,5                          | 11,5                        | 6,0                       | 2,71                |
| 1961 | 52 807 400                    | 944 365   | 631 788    | 312 577             | 17,9                          | 12,0                        | 5,9                       | 2,78                |
| 1962 | 53 291 800                    | 975 635   | 636 051    | 339 584             | 18,3                          | 11,9                        | 6,4                       | 2,87                |
| 1963 | 53 624 900                    | 990 160   | 654 288    | 335 872             | 18,5                          | 12,2                        | 6,3                       | 2,90                |
| 1964 | 53 990 800                    | 1 014 672 | 611 130    | 403 542             | 18,8                          | 11,3                        | 7,5                       | 2,95                |
| 1965 | 54 349 500                    | 997 275   | 627 798    | 369 477             | 18,3                          | 11,6                        | 6,7                       | 2,88                |
| 1966 | 54 642 700                    | 979 587   | 643 754    | 335 833             | 17,9                          | 11,8                        | 6,1                       | 2,80                |
| 1967 | 54 959 000                    | 961 800   | 616 710    | 345 090             | 17,5                          | 11,2                        | 6,3                       | 2,69                |
| 1968 | 55 213 500                    | 947 231   | 655 998    | 291 233             | 17,2                          | 11,9                        | 5,3                       | 2,61                |
| 1969 | 55 460 600                    | 920 256   | 659 537    | 260 719             | 16,6                          | 11,9                        | 4,7                       | 2,51                |
| 1970 | 55 632 200                    | 903 907   | 655 385    | 248 522             | 16,2                          | 11,8                        | 4,4                       | 2,44                |
| 1971 | 55 928 000                    | 901 648   | 645 078    | 256 570             | 16,1                          | 11,5                        | 4,6                       | 2,40                |
| 1972 | 56 096 000                    | 833 984   | 673 938    | 160 046             | 14,9                          | 12,0                        | 2,9                       | 2,20                |
| 1973 | 56 223 000                    | 779 545   | 669 692    | 109 853             | 13,9                          | 11,9                        | 2,0                       | 2,03                |
| 1974 | 56 235 000                    | 737 138   | 667 359    | 69 779              | 13,1                          | 11,9                        | 1,2                       | 1,92                |
| 1975 | 56 225 000                    | 697 518   | 662 477    | 35 041              | 12,4                          | 11,8                        | 0,6                       | 1,81                |
| 1976 | 56 216 000                    | 675 526   | 680 799    | −5 273              | 12,0                          | 12,1                        | −0,1                      | 1,74                |
| 1977 | 56 189 000                    | 657 038   | 655 143    | 1 895               | 11,7                          | 11,7                        | 0,0                       | 1,69                |
| 1978 | 56 178 000                    | 686 952   | 667 177    | 19 775              | 12,2                          | 11,9                        | 0,3                       | 1,75                |
| 1979 | 56 240 000                    | 734 572   | 675 576    | 58 996              | 13,1                          | 12,0                        | 1,1                       | 1,86                |
| 1980 | 56 329 000                    | 753 708   | 661 519    | 92 189              | 13,4                          | 11,7                        | 1,7                       | 1,90                |
| 1981 | 56 357 000                    | 730 712   | 657 974    | 72 738              | 13,0                          | 11,7                        | 1,3                       | 1,82                |
| 1982 | 56 290 000                    | 718 999   | 662 081    | 56 918              | 12,8                          | 11,8                        | 1,0                       | 1,78                |
| 1983 | 56 315 000                    | 721 238   | 659 101    | 62 137              | 12,8                          | 11,7                        | 1,1                       | 1,77                |
| 1984 | 56 409 000                    | 729 401   | 644 918    | 84 483              | 12,9                          | 11,4                        | 1,5                       | 1,77                |
| 1985 | 56 554 000                    | 750 520   | 670 656    | 79 864              | 13,3                          | 11,9                        | 1,4                       | 1,79                |
| 1986 | 56 683 000                    | 754 805   | 660 735    | 94 070              | 13,3                          | 11,7                        | 1,6                       | 1,78                |
| 1987 | 56 804 000                    | 775 405   | 644 342    | 131 063             | 13,7                          | 11,3                        | 2,4                       | 1,81                |
| 1988 | 56 916 000                    | 787 303   | 649 178    | 138 125             | 13,8                          | 11,4                        | 2,4                       | 1,82                |
| 1989 | 57 076 000                    | 777 036   | 657 733    | 119 303             | 13,6                          | 11,5                        | 2,1                       | 1,79                |
| 1990 | 57 237 000                    | 798 364   | 641 799    | 156 565             | 13,9                          | 11,2                        | 2,7                       | 1,83                |
| 1991 | 57 438 000                    | 792 269   | 646 181    | 146 088             | 13,8                          | 11,2                        | 2,6                       | 1,82                |
| 1992 | 57 584 000                    | 780 779   | 634 238    | 146 541             | 13,6                          | 11,0                        | 2,6                       | 1,79                |
| 1993 | 57 713 000                    | 761 526   | 658 194    | 103 332             | 13,2                          | 11,4                        | 1,8                       | 1,76                |
| 1994 | 57 862 000                    | 750 480   | 626 222    | 124 258             | 13,0                          | 10,8                        | 1,2                       | 1,74                |
| 1995 | 58 024 000                    | 731 882   | 641 712    | 90 170              | 12,6                          | 11,1                        | 1,5                       | 1,71                |
| 1996 | 58 164 000                    | 733 163   | 638 879    | 94 284              | 12,6                          | 11,0                        | 1,6                       | 1,73                |
| 1997 | 58 314 000                    | 726 622   | 632 517    | 94 105              | 12,6                          | 10,8                        | 1,8                       | 1,72                |
| 1998 | 58 474 000                    | 716 888   | 627 592    | 89 296              | 12,3                          | 10,7                        | 1,6                       | 1,71                |
| 1999 | 58 684 000                    | 699 976   | 629 476    | 70 500              | 11,9                          | 10,7                        | 1,2                       | 1,68                |
| 2000 | 58 886 000                    | 679 029   | 610 579    | 68 450              | 11,5                          | 10,4                        | 1,1                       | 1,64                |
| 2001 | 59 113 000                    | 669 123   | 604 393    | 64 730              | 11,3                          | 10,2                        | 1,1                       | 1,63                |
| 2002 | 59 365 000                    | 668 777   | 608 045    | 60 732              | 11,3                          | 10,2                        | 1,1                       | 1,63                |
| 2003 | 59 636 000                    | 695 549   | 612 085    | 83 464              | 11,7                          | 10,3                        | 1,4                       | 1,70                |
| 2004 | 59 950 000                    | 715 996   | 584 791    | 131 205             | 11,9                          | 9,8                         | 2,1                       | 1,77                |
| 2005 | 60 413 000                    | 722 549   | 582 964    | 139 585             | 12,0                          | 9,6                         | 2,4                       | 1,76                |
| 2006 | 60 827 000                    | 748 563   | 572 224    | 176 339             | 12,3                          | 9,4                         | 2,9                       | 1,82                |
| 2007 | 61 319 000                    | 772 245   | 574 687    | 197 558             | 12,6                          | 9,4                         | 3,2                       | 1,87                |
| 2008 | 61 823 000                    | 794 383   | 579 697    | 214 686             | 12,8                          | 9,4                         | 3,4                       | 1,96                |
| 2009 | 62 260 000                    | 790 204   | 559 617    | 230 587             | 12,7                          | 9,0                         | 3,7                       | 1,89                |
| 2010 | 62 759 000                    | 807 721   | 561 666    | 246 055             | 12,9                          | 8,9                         | 4,0                       | 1,92                |
| 2011 | 63 285 000                    | 807 776   | 552 232    | 255 544             | 12,8                          | 8,7                         | 4,1                       | 1,91                |
| 2012 | 63 705 000                    | 812 970   | 569 024    | 243 946             | 12,8                          | 8,9                         | 3,9                       | 1,92                |
| 2013 | 64 105 000                    | 778 803   | 575 458    | 203 345             | 12,1                          | 9,0                         | 3,1                       | 1,83                |
| 2014 | 64 596 000                    | 776 352   | 570 341    | 206 011             | 12,0                          | 8,8                         | 3,2                       | 1,82                |
| 2015 | 65 110 000                    | 777 165   | 602 782    | 174 383             | 11,9                          | 9,3                         | 2,6                       | 1,80                |
| 2016 | 65 648 000                    | 774 835   | 595 659    | 179 176             | 11,8                          | 9,1                         | 2,7                       | 1,79                |
| 2017 | 66 040 200                    | 755 066   | 607 172    | 147 894             | 11,4                          | 9,2                         | 2,2                       | 1,74                |
| 2018 | 66 436 000                    | 731 200   | 610 000    | 121 200             | 11,0                          | 9,3                         | 1,7                       | 1,68                |
| 2019 | 66 797 000                    | 712 699   | 604 707    | 107 992             | 10,7                          | 9,1                         | 11,6                      | 1,63                |
| 2020 | 67 081 000                    | 681 560   | 689 629    | -8 069              | 10,2                          | 10,4                        | -0,2                      | 1,56                |
| 2021 | 67 026 000                    | 694 685   | 666 659    | 28 026              | 10,3                          | 9,9                         | 0,4                       | 1,54                |
| 2022 | 67 596 300                    | 673 141   | 657 278    | 15 863              | 10,0                          | 9,7                         | 0,3                       | 1,49                |

### Lebenserwartung von 1733 bis 2015
Quellen: Our World In Data und die Vereinten Nationen.
1733–1950
| Jahr                                      | 1733 | 1738 | 1743 | 1748 | 1753 | 1758 | 1763 | 1768 | 1773 | 1778 | 1783 | 1788 | 1793 | 1798 | 1803 | 1808 | 1813 | 1818 |
| ----------------------------------------- | ---- | ---- | ---- | ---- | ---- | ---- | ---- | ---- | ---- | ---- | ---- | ---- | ---- | ---- | ---- | ---- | ---- | ---- |
| Lebenserwartung im Vereinigten Königreich | 36,3 | 35,3 | 34,3 | 36,5 | 39,8 | 38,1 | 35,4 | 36,2 | 39,1 | 37,7 | 35,8 | 39,0 | 37,9 | 38,9 | 40,0 | 40,6 | 41,3 | 40,8 |

| Jahr                                      | 1823 | 1828 | 1833 | 1838 | 1842 | 1843 | 1844 | 1845 | 1846 | 1847 | 1848 | 1849 | 1850 |
| ----------------------------------------- | ---- | ---- | ---- | ---- | ---- | ---- | ---- | ---- | ---- | ---- | ---- | ---- | ---- |
| Lebenserwartung im Vereinigten Königreich | 40,5 | 41,4 | 40,9 | 40,6 | 41,0 | 41,6 | 41,2 | 42,2 | 40,2 | 38,5 | 39,9 | 37,7 | 42,8 |

| Jahr                                      | 1851 | 1852 | 1853 | 1854 | 1855 | 1856 | 1857 | 1858 | 1859 | 1860 |
| ----------------------------------------- | ---- | ---- | ---- | ---- | ---- | ---- | ---- | ---- | ---- | ---- |
| Lebenserwartung im Vereinigten Königreich | 41,0 | 40,4 | 40,0 | 39,5 | 40,7 | 42,5 | 40,9 | 39,5 | 40,4 | 41,9 |

| Jahr                                      | 1861 | 1862 | 1863 | 1864 | 1865 | 1866 | 1867 | 1868 | 1869 | 1870 |
| ----------------------------------------- | ---- | ---- | ---- | ---- | ---- | ---- | ---- | ---- | ---- | ---- |
| Lebenserwartung im Vereinigten Königreich | 41,6 | 42,1 | 40,4 | 39,6 | 39,8 | 40,1 | 42,0 | 41,7 | 41,3 | 40,6 |

| Jahr                                      | 1871 | 1872 | 1873 | 1874 | 1875 | 1876 | 1877 | 1878 | 1879 | 1880 |
| ----------------------------------------- | ---- | ---- | ---- | ---- | ---- | ---- | ---- | ---- | ---- | ---- |
| Lebenserwartung im Vereinigten Königreich | 41,1 | 42,7 | 43,3 | 42,1 | 41,5 | 42,7 | 43,7 | 42,0 | 43,5 | 43,0 |

| Jahr                                      | 1881 | 1882 | 1883 | 1884 | 1885 | 1886 | 1887 | 1888 | 1889 | 1890 |
| ----------------------------------------- | ---- | ---- | ---- | ---- | ---- | ---- | ---- | ---- | ---- | ---- |
| Lebenserwartung im Vereinigten Königreich | 45,1 | 44,0 | 44,0 | 43,6 | 44,6 | 44,6 | 45,1 | 46,3 | 45,9 | 44,1 |

| Jahr                                      | 1891 | 1892 | 1893 | 1894 | 1895 | 1896 | 1897 | 1898 | 1899 | 1900 |
| ----------------------------------------- | ---- | ---- | ---- | ---- | ---- | ---- | ---- | ---- | ---- | ---- |
| Lebenserwartung im Vereinigten Königreich | 44,4 | 45,6 | 44,7 | 48,3 | 45,4 | 47,1 | 46,4 | 46,1 | 45,2 | 45,6 |

| Jahr                                      | 1901 | 1902 | 1903 | 1904 | 1905 | 1906 | 1907 | 1908 | 1909 | 1910 |
| ----------------------------------------- | ---- | ---- | ---- | ---- | ---- | ---- | ---- | ---- | ---- | ---- |
| Lebenserwartung im Vereinigten Königreich | 46,9 | 48,3 | 49,5 | 48,1 | 49,9 | 49,6 | 50,6 | 51,0 | 51,7 | 53,3 |

| Jahr                                      | 1911 | 1912 | 1913 | 1914 | 1915 | 1916 | 1917 | 1918 | 1919 | 1920 |
| ----------------------------------------- | ---- | ---- | ---- | ---- | ---- | ---- | ---- | ---- | ---- | ---- |
| Lebenserwartung im Vereinigten Königreich | 51,2 | 54,3 | 53,4 | 53,2 | 51,2 | 54,2 | 54,2 | 47,3 | 54,3 | 57,3 |

| Jahr                                      | 1921 | 1922 | 1923 | 1924 | 1925 | 1926 | 1927 | 1928 | 1929 | 1930 |
| ----------------------------------------- | ---- | ---- | ---- | ---- | ---- | ---- | ---- | ---- | ---- | ---- |
| Lebenserwartung im Vereinigten Königreich | 58,1 | 57,0 | 59,3 | 58,1 | 58,4 | 59,6 | 59,0 | 59,9 | 57,6 | 60,8 |

| Jahr                                      | 1931 | 1932 | 1933 | 1934 | 1935 | 1936 | 1937 | 1938 | 1939 | 1940 |
| ----------------------------------------- | ---- | ---- | ---- | ---- | ---- | ---- | ---- | ---- | ---- | ---- |
| Lebenserwartung im Vereinigten Königreich | 60,0 | 60,5 | 60,6 | 61,3 | 62,0 | 61,8 | 62,3 | 63,2 | 63,6 | 60,9 |

| Jahr                                      | 1941 | 1942 | 1943 | 1944 | 1945 | 1946 | 1947 | 1948 | 1949 | 1950 |
| ----------------------------------------- | ---- | ---- | ---- | ---- | ---- | ---- | ---- | ---- | ---- | ---- |
| Lebenserwartung im Vereinigten Königreich | 61,4 | 64,0 | 64,0 | 64,8 | 65,8 | 66,3 | 66,3 | 68,4 | 68,1 | 68,6 |

1950–2015
| Zeitraum  | Lebenserwartung in Jahren | Zeitraum  | Lebenserwartung in Jahren |
| --------- | ------------------------- | --------- | ------------------------- |
| 1950–1955 | 69,4                      | 1985–1990 | 75,1                      |
| 1955–1960 | 70,6                      | 1990–1995 | 76,3                      |
| 1960–1965 | 71,0                      | 1995–2000 | 77,2                      |
| 1965–1970 | 71,7                      | 2000–2005 | 78,4                      |
| 1970–1975 | 72,2                      | 2005–2010 | 79,7                      |
| 1975–1980 | 73,0                      | 2010–2015 | 81,0                      |
| 1980–1985 | 74,2                      |           |                           |

Quelle: UN World Population Prospects

### Altersstruktur
| Altersgruppe      | 1976   | 1986   | 2016   |
| ----------------- | ------ | ------ | ------ |
| 0–15 Jahre (%)    | 24,5 % | 20,5 % | 18,9 % |
| 16–64 Jahre (%)   | 61,2 % | 64,1 % | 63,1 % |
| über 65 Jahre (%) | 14,2 % | 15,4 % | 18,0 % |